# Courcelles-le-Comte
Courcelles-le-Comte è un comune francese di 460 abitanti situato nel dipartimento del Passo di Calais nella regione dell'Alta Francia.

## Società

### Evoluzione demografica
Abitanti censiti